# Sylvia Telles

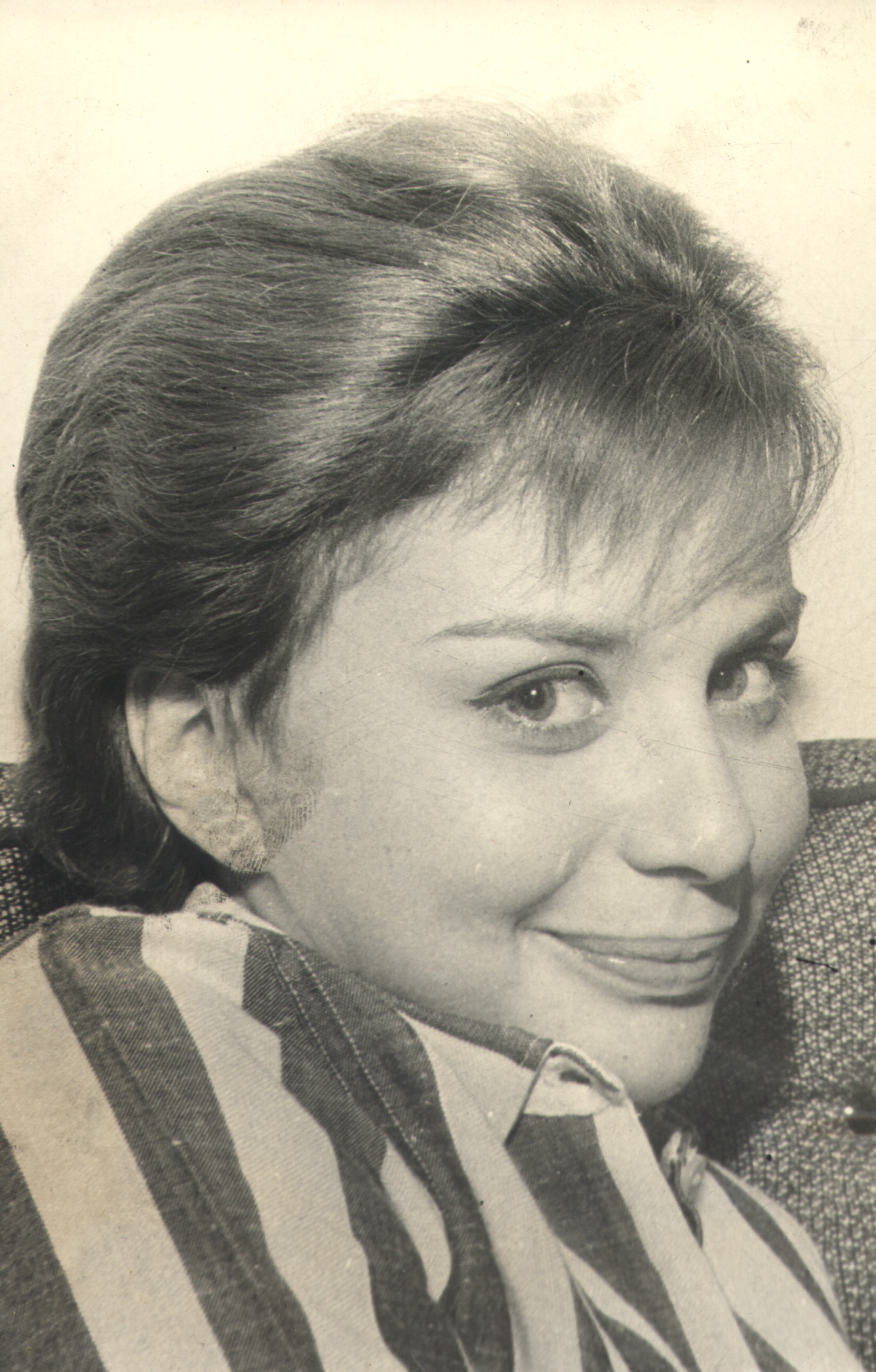
Sylvia Telles

Sylvia Telles (* 27. August 1934 in Rio de Janeiro; † 17. Dezember 1966 in Maricá), auch bekannt unter dem Namen Silvinha Telles, war eine bekannte brasilianische Sängerin der Bossa Nova in den 1950er und 1960er Jahren. Sie ist die Schwester des Komponisten und Sängers Mário Telles und Mutter der Sängerin Cláudia Telles.
Sylvia Telles starb 1966 mit 32 Jahren bei einem Autounfall.

## Diskographie (Auswahl)
- Carícia. Odeon, 1957, LP
- Silvia. Odeon, 1958, LP
- Amor De Gente Moça. Odeon, 1959, LP
- Amor Em Hi-Fi. Philips, 1960, LP
- Bossa, Balanço, Balada. Elenco, 1963, LP
- The Face I Love. Kapp, 1964, LP
- Bossa Session. Silvinha Telles, Lúcio Alves und Roberto Menescal e seu Conjunto, 1964, LP
- The Music of Mr. Jobim by Sylvia Telles. Elenco, 1966, LP
- Reencontro. Silvinha Telles, Edu Lobo, Tamba Trio und Quinteto Villa-Lobos, 1966, LP